# Zeleni čaj
Zeleni čaj (kineski 绿茶, in Pinyin lǜchá) je mogućnost da se čaj proizvodi na drugi način. Kod ovog čaja ne dolazi do fermentacije listova kao kod crnog čaja. Zbog drukčije obrade se uzimaju listovi Thea sinensis (Camellia sinensis) umjesto listova Thea assamica (Camellia assamica). Pošto je ta sorta nježnija i ima sitniji list, ona je bolja za pripremu takvog čaja. Također se razlikuje 'zeleni čaj' od 'crnog čaja' u pripremi, okusu i djelovanju njegovih sastojaka.

## Obrada
Obrada zelenog čaja sastoji se od sljedećeg: listići se beru, nakon što su ubrani listići malo uvenuli, povaljaju se, odmah nakon valjanja naglo se suše (tzv. prženje). Sušenje (prženje) jako je važno zato što se time gube aktivni enzimi u listićima te oni više ne mogu fermentirati. Gotovi listići su maslinasto zelene boje.

## Vanjske poveznice
- Čajevi  Arhivirana inačica izvorne stranice od 28. lipnja 2012. (Wayback Machine)